# Maladie de Bornholm
 Mise en garde médicale
La maladie de Bornholm ou myalgie épidémique est une infection survenant de manière épidémique, relativement fréquente en été en Amérique du Nord, dans les pays scandinaves, dans le nord de l'Europe, en Angleterre et en France, due au Coxsackie B virus appartenant au genre entérovirus et à la famille des Picornaviridae.
Le nom de cette maladie vient de celui de l'île Bornholm au Danemark où l'affection est observée par Ejnar Sylvest en 1930.

## Histoire
En 1872, Daae-Finsen signale une épidémie de « rhumatisme musculaire aigu » dans la communauté de Bamble, donnant naissance au nom de « Bamble disease » en Norvège. Les rapports suivants, publiés seulement en norvégien, référençaient la maladie par ce nom. En 1933, Ejnar Sylvest écrit une thèse décrivant une épidémie de cette maladie sur l'île de Bornholm intitulé, « Bornholm disease-myalgia epidemica », et ce nom a persisté.

## Signes et symptômes
Ils persistent pendant une dizaine de jours :
- début brusque par des douleurs importantes à la base du thorax pouvant inhiber la respiration ;
- myalgie (douleurs musculaires) s'accompagnant de dureté musculaire et quelquefois de la présence de nodules (petits noyaux) ;
- céphalées ;
- hoquet ;
- hyperthermie (fièvre).

## Analyses médicales
L'identification du virus se fait à partir des sécrétions provenant du pharynx et du nez, mais également des selles. Celle-ci ne se fait que dans des laboratoires hautement spécialisés. Il est possible de mettre en évidence une augmentation du taux des anticorps spécifiques à cette variété d'infection dans le sang du malade.

## Évolution de la maladie
La myalgie épidémique est quelquefois à l'origine de complications touchant l'appareil respiratoire ainsi que les plèvres. Quelquefois, elle atteint le péricarde, en provoquant des otites moyennes. Une encéphalite est parfois observée. L'évolution se fait rapidement vers la guérison. Néanmoins, le patient présente quelquefois des rechutes.

## Traitement et le pronostic
La maladie dure environ une semaine et est rarement mortelle. Le traitement comprend l'administration d'anti-inflammatoire non stéroïdien ou de l'application de chaleur aux muscles affectés. Des rechutes au cours des semaines qui suivent l'épisode initial sont un élément caractéristique de cette maladie.